# Piero Pierotti
Piero Pierotti (* 1. Januar 1912 in Pisa; † 4. Mai 1970 in Rom) war ein italienischer Filmregisseur und Drehbuchautor.

## Leben
Pierotti, von Hause aus Journalist und später Theaterregisseur, diplomierte am Centro Sperimentale di Cinematografia nach Abschluss seines 1937 bis 1939 andauernden Studiums. Zunächst verantwortete er eine Anzahl von Dokumentarfilmen, darunter Itinerario sull’Arno, Le montagne dei miracoli, Acque verdi, Viaggio in Sila, Piste per reattori und Favola d’oggi. Ab 1941 war er als Regieassistent tätig und in dieser Funktion an einigen bedeutenderen Filmen beteiligt, wie die dramatisierten Biografien über Enrico Caruso und Giuseppe Verdi. Ab 1955 nun auch an Drehbüchern beteiligt, inszenierte er seinen ersten eigenen Film 1958.
Pierotti führte insgesamt bei 15 Filmen Regie und schrieb 34 Drehbücher; er arbeitete in den jeweils angesagten Genres, vor allem für Abenteuer- und Sandalenfilme. Er verwendete bei einigen seiner Filme das Pseudonym Peter E. Stanley.

## Filmografie (Auswahl)

### Regisseur
- 1959: Die Folterknechte von Rocco Nera (L’arciere nero)
- 1959: Der Sohn des roten Korsaren (La scimitarra del Saraceno)
- 1960: Cavalcata selvaggia
- 1962: Marco Polo
- 1962: Cleopatra, die nackte Königin (Una regina per Cesare)
- 1963: Don Ramiro hat verspielt (Golia e il cavaliere mascherato)
- 1964: Der Rächer von Venedig (Il ponte dei sospiri)
- 1964: Herkules – Rächer von Rom (Ercole contro Roma)
- 1964: Samson und der Schatz der Inkas (Sansone e il tesoro degli Incas)
- 1964: Napoleone a Firenze
- 1965: Il mistero dell’isola maledetta
- 1966: Das Finale liefert Zorro (Zorro il ribelle)
- 1967: Assalto al tesoro di stato
- 1969: Blutrache einer Geschändeten (Testa o croce)
- 1970: La grande avventura di Scaramouche

### Drehbuchautor
- 1951: Wunder einer Stimme – Enrico Caruso (Enrico Caruso, leggenda di una voce)
- 1952: Ewige Melodie (Melodie immortali)
- 1953: Verdi, ein Leben in Melodien (Giuseppe Verdi)
- 1954: Guai ai vinti
- 1955: Frauen hinter Gittern (L’angelo bianco)
- 1955: Die schönste Frau der Welt (La donna più bella del mondo)
- 1956: L’intrusa
- 1956: Porta un bacione a Firenze
- 1958: Mädchen mit hübschen Beinen (Le bellissime gambe di Sabrina)
- 1959: Die Folterknechte von Rocco Nera (L’arciere nero)
- 1959: Der Sohn des roten Korsaren (La scimitarra del Saraceno)
- 1960: Die Rache des roten Ritters (Il cavaliere dai cento volti)
- 1960: Cavalcata selvaggia
- 1960: I pianeti contro di noi
- 1961: Die Rache der Wikinger (Gli invasori)
- 1962: Maciste, der Rächer der Verdammten (Maciste all’inferno)
- 1962: Marco Polo
- 1963: Don Ramiro hat verspielt (Golia e il cavaliere mascherato)
- 1963: Die Schlacht von Toledo (Sfida al re di Castiglia)
- 1964: Samson gegen die Korsaren des Teufels (Sansone contro il corsaro nero)
- 1964: Roma contro Roma
- 1964: Der Rächer von Venedig (Il ponte dei sospiri)
- 1964: Herkules – Rächer von Rom (Ercole contro Roma)
- 1964: Samson und der Schatz der Inkas (Sansone e il tesoro degli Incas)
- 1964: Napoleone a Firenze
- 1965: Il mistero dell’isola maledetta
- 1965: Höllenhunde des Secret Service (Superseven chiama Cairo)
- 1966: Das Finale liefert Zorro (Zorro il ribelle)
- 1967: Assalto al tesoro di stato
- 1968: Der Sohn des „Schwarzen Adlers“ (Il figlio dell'Aquila Nera)
- 1969: Blutrache einer Geschändeten (Testa o croce)
- 1969: Zorro – Graf von Navarra (Zorro marchese di Navarra)
- 1970: Robin Hood, l’invincibile arciere
- 1970: La grande avventura di Scaramouche